# Flizár György
Flizár György, Fliszár (1791 – Keresztúr, 1863) teológiai doktor, tanár.

## Élete
Miután tanulmányait befejezte, különböző helyeken látott el lelkészi szolgálatot. A veszprémi papnövendékeknek theologia moralist és pastoralist tanított 1833-ig, ezután Keresztúron lett apátplébános egészen 1863-ban bekövetkezett haláláig.

## Munkája
- Assertiones ex universa theologia… in univ. Pestiensi pro theol. laurea m. majo 1814. Pestini.

Négy levele is fennmaradt, amelyeket Horvát Istvánhoz írt 1819 és 1820 közt.